# Повідь у Краснодарському краї (2012)

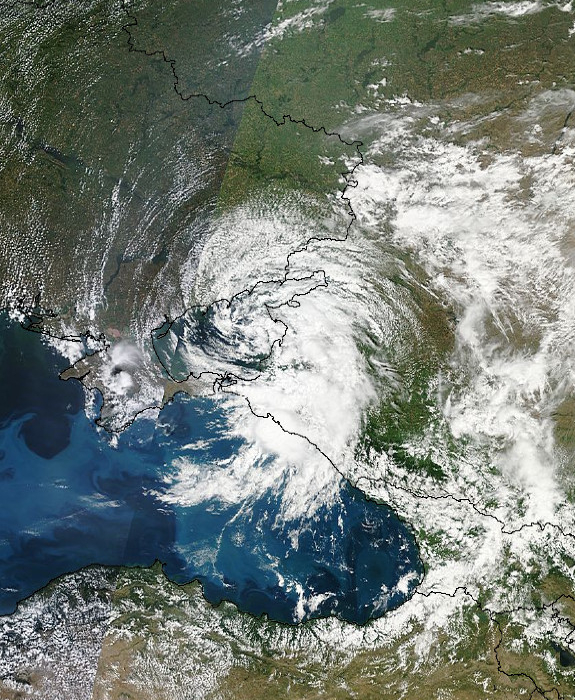
Супутниковий знімок циклону

Повідь у Краснодарському краї у 2012 році — стихійне лихо, зумовлене рясними дощами 6-7 липня 2012 року та техногенною катастрофою.

## Масштаб лиха

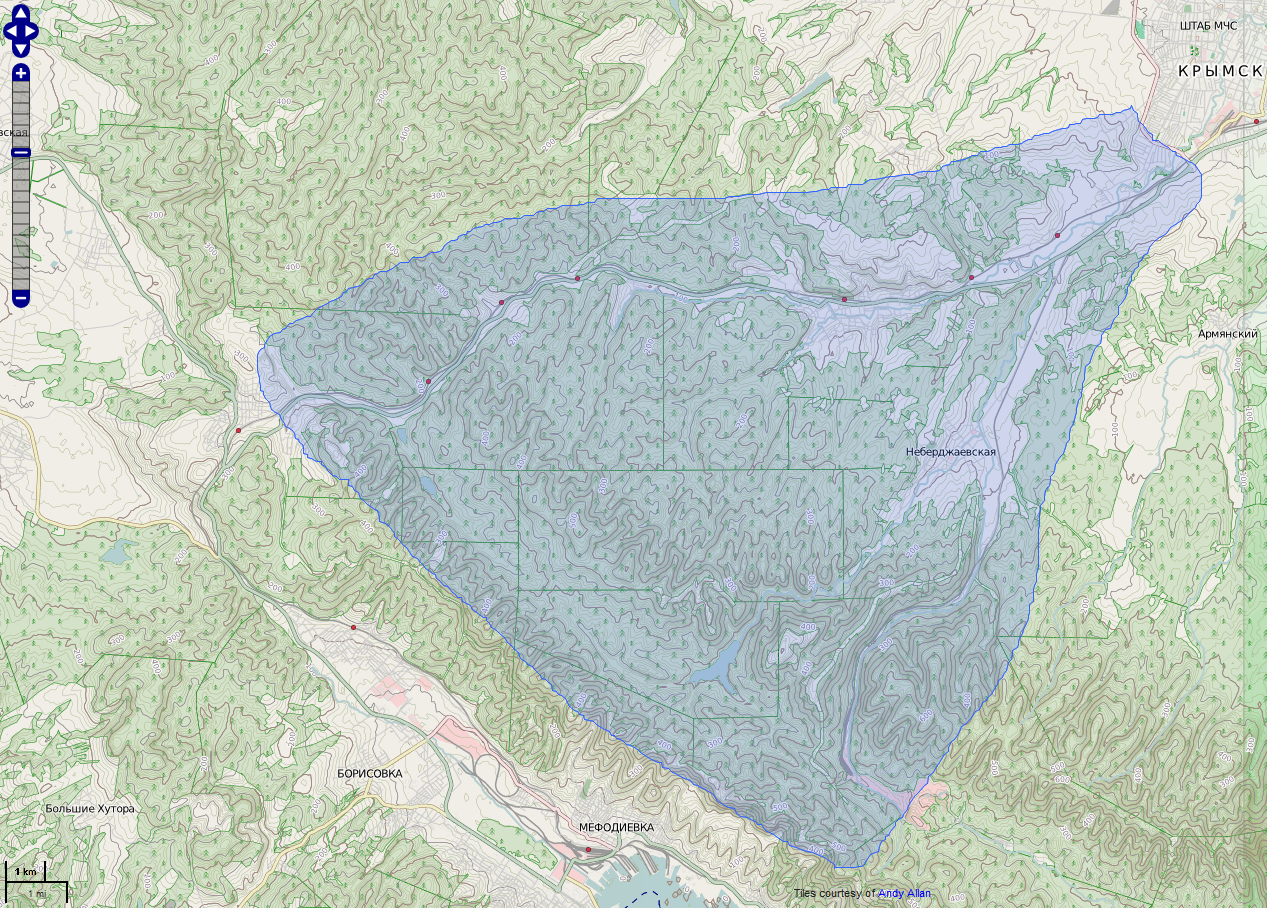
Басейн водозбору річок вище Кримська

Найбільше постраждав Кримський район і місто Кримськ, де рівень води сягав 7 метрів. У цьому районі в зоні лиха перебуває 12 000 людей, більше 4 тисяч будинків, 12 соціальних об'єктів — школи, дитячі садки, два медичних заклади.
Також постраждали Геленджик (понад 7 тис. осіб у зоні підтоплення), Новоросійськ, село Дивноморське (майже 3 тис. осіб у зоні підтоплення), Кабардинка, станиці Нижньобаканська, Неберджаївська.

## Жертви і збиток
Кількість жертв за даними на ранок 8 липня 2012 становила 150 осіб (зокрема 139 — у Кримському районі, 9 — у Геленджику, 2 — у Новоросійську).
Станом на 20:00 МСК 8 липня 2012 виявлено загиблими 171 осіб, зокрема 159 у Кримському районі, 10 — у Геленджику, 2 — у Новоросійську.
320 людей звернулися за медичною допомогою, 104 з них госпіталізовано. Загальна кількість постраждалих, за даними МНС, перевищує 12 000 осіб.
За оцінками на 9 липня 2012, загальний збиток перевищує 4 млрд рублів, не підлягають відновленню 400 будинків, 300 з яких - у Кримську. Всього підтоплено 5185 будинків, 2035 присадибних територій з населенням 26 475 осіб, а також 7 соціально-значущих об'єктів, 2 водозабори.

## Причини
Керівник МНС Росії визнав, що основною причиною масової загибелі людей стала недосконалість системи сповіщення населення.

## Версії того, що сталося
Однією з версій масової загибелі людей у місті Кримську вважається злив води з Неберджаївського водосховища[джерело?], яке розташоване вище міста Кримськ, внаслідок чого утворилася хвиля висотою близько 8 метрів. Це відбулось вночі, коли більшість людей спали.
За свідченнями місцевих мешканців, про плани зливу води з водосховища і можливе внаслідок цього підтоплення міста мешканців не попереджали[джерело?].

## Дії та бездіяльність влади
Увечері 7 липня російська влада та Президент Росії Володимир Путін факт зливу води з водосховища заперечували. Попри це, вдень 8 липня, Слідчий комітет Росії оголосив про наявність такого зливу.
За фактом масової загибелі людей було відкрито кримінальну справу.
25 липня на нараді з ліквідації наслідків катастрофічної повені на Кубані, яку проводив Президент Росії Володимир Путін у Геленджику, голова Слідчого Комітету Росії Олександр Бастрикін доповів, що не зважаючи на численні попередження метеослужби про грозові зливи і можливий підйом рівня води в Кримську, які почали надходити з 5 липня, місцева влада не вжила жодних дій, а пізніше сфальсифікувала рішення про введення у Кримську надзвичайного стану.